# Fläckglansspindel
Fläckglansspindel (Hypsosinga albovittata) är en spindelart som först beskrevs av Westring 1851.  Fläckglansspindel ingår i släktet Hypsosinga och familjen hjulspindlar. Arten är reproducerande i Sverige. Inga underarter finns listade i Catalogue of Life.